# IBook

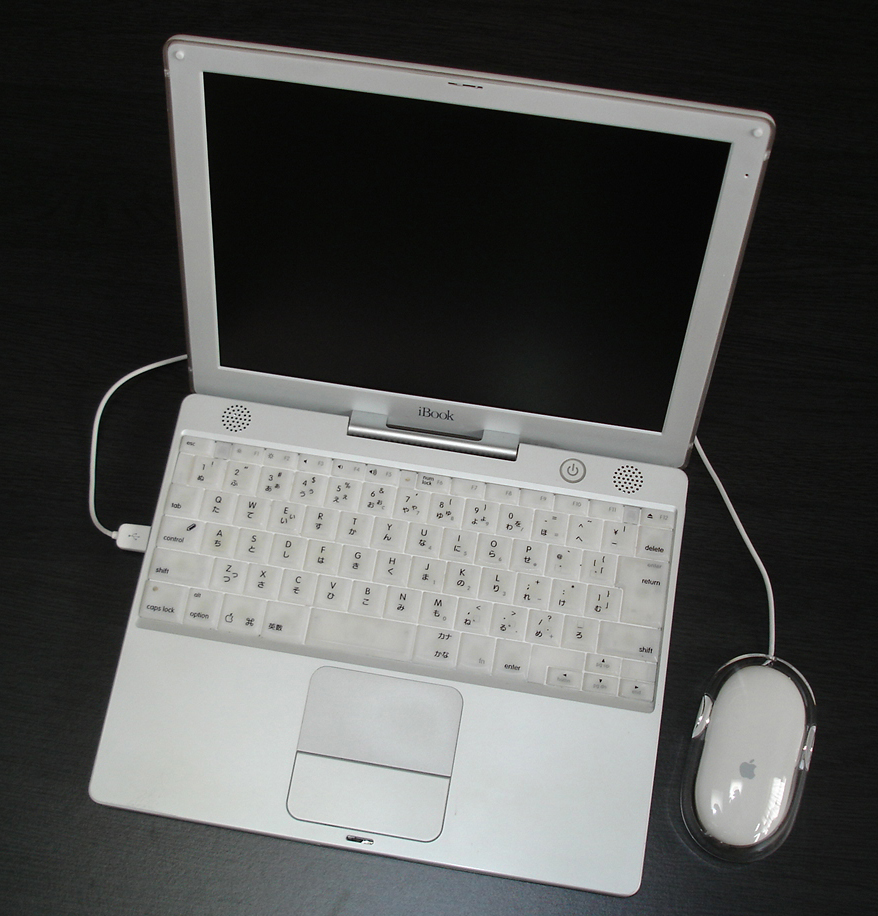
IBook van de tweede generatie (31 cm, 12.1")

De iBook is een laptop-lijn van Apple die vanaf 21 juli 1999 verkrijgbaar was op de markt, min of meer als draagbare variant van de iMac. Met name de eerste serie leek in vormgeving zeer veel op de iMac (met als koosnaam: "Fruitschaal"). De laptop werd ontwikkeld voor de educatieve markt en was uitgevoerd in kogelvrij polycarbonaat.
De iBooks werden als instapmodel gezien voor consumenten, terwijl de "grote broertjes" de PowerBook als de professionele serie wordt beschouwd. Voor velen was de iBook echter het betaalbare alternatief. Ze onderscheiden zich van de doorsnee laptop door de originele vormgeving, namelijk wit plastic. Op 16 mei 2006 werd de productie van de iBook-serie gestopt en vervangen door de MacBook.

## Trivia
- Men verwijst regelmatig naar de iBook als het clamshell-model vanwege het openklapbare scherm dat lijkt op een schelp.